# Центральный банк Азербайджанской Республики
Центра́льный банк Азербайджа́нской Респу́блики (азерб. Azərbaycan Respublikasının Mərkəzi Bankı) — центральный банк Азербайджана.
Создан Указом Президента Азербайджанской Республики от 11 февраля 1992 года «О создании Национального банка Азербайджанской Республики». В связи с внесением поправок в Конституцию Азербайджанской Республики от 18 марта 2009 года Национальный банк Азербайджанской Республики переименован в Центральный банк Азербайджанской Республики.
Является единственным эмитентом национальной валюты на территории страны.

## История
История деятельности центрального банка Азербайджана состоит из нескольких этапов: период Российской империи, период Азербайджанской Демократической Республики (1918—1920); период Азербайджанской ССР (1920—1991); современный период.

### Период Российской империи
В период Российской империи на территории Азербайджана действовало Бакинское отделение Государственного банка Российской империи.

### Период АДР
После приобретения Азербайджаном независимости 28 мая 1918 года была создана Азербайджанская Демократическая Республика. Первоначально в республике использовались российские рубли. Также, начиная с января 1918 года наряду с «бакинскими бонами», выпущенными в оборот решением Бакинского Совета Народных комиссаров, применялись закавказские боны.
Продолжало свою деятельность Бакинское отделение Государственного банка Российской империи.
7 марта 1919 года правительством АДР было принято решение о создании Азербайджанского государственного банка (центрального банка). 16 сентября 1919 года парламентом АДР было принято положение об Азербайджанском государственном банке. 30 сентября 1919 года состоялось торжественное открытие Азербайджанского государственного банка. Начиная с этой даты банк стал осуществлять свою деятельность.
Бакинское отделение Государственного банка России вошло в состав Азербайджанского государственного банка в виде отделения. Созданный 1 сентября 1919 года Гянджинский государственный банк также вошёл в состав Азербайджанского государственного банка. Азербайджанский государственный банк стал преемником этих учреждений. Активы и обязательства данных учреждений были переданы на баланс Азербайджанского государственного банка.
Первоначальный уставной капитал банка составил 500 млн рублей. Резервный капитал составил 20 млн рублей.
Азербайджанский государственный банк осуществлял контроль за деятельностью кредитных организаций и эмиссию денежных знаков.

### Период Азербайджанской ССР
После падения Азербайджанской Демократической Республики 28 апреля 1920 года, приказом Народного Комиссариата финансов Азербайджанской ССР от 31 мая 1920 года Азербайджанский государственный банк был переименован в Народный Банк. Решением Азербайджанского Революционного Комитета от 9 июня 1920 года все банки и другие кредитные организации страны были национализированы и присоединены к Народному банку. Банковское дело перешло в исключительную монополию государства.
Основной функцией Азербайджанского народного банка стала эмиссия бумажных денег. Банк входил в состав Народного Комиссариата финансов. Народный Банк финансировал народное хозяйство и занимался составлением смет и бюджетов. Проведение кредитных операций Народным банком было прекращено. Банк превратился в орган, осуществляющий бюджетные операции. Так как необходимость в банковской системе отсутствовала, постановлением ревкома от 14 августа 1920 года функции банка были переданы Центральному бюджетному управлению.
К концу 1921 года в связи с внедрением новой экономической политики возникла необходимость в восстановлении банковской системы. Постановлением Совета народных комиссаров Азербайджанской ССР от 16 октября 1921 года был создан Государственный банк, и принято положение о нём.
12 марта 1922 года была создана Закавказская Социалистическая Федеративная Советская Республика. 30 декабря 1922 года она вошла в состав СССР. Декретом Совета Союза ЗСФСР от 10 января 1923 года был осуществлён переход на единую денежную систему ЗСФСР и прекращена деятельность Азербайджанского государственного банка в области эмиссии бумажных денег.
Решением Совета народных комиссаров Азербайджанской ССР от 3 июля 1923 года Азербайджанский государственный Банк был переименован в Азербайджанский государственный банк сельского хозяйства и утратил все функции центрального банка. Его функцией стало содействие развитию сельского хозяйства. Одновременно банк решал некоторые вопросы денежного и товарного оборота.
В связи с созданием в 1923 году Государственного банка СССР в Баку была создана республиканская контора Госбанка СССР. Она действовала до 1990 года. В 1990 году была реорганизована в Азербайджанский республиканский банк Госбанка СССР, функционировавший до 1992 года.

## Современный период
25 мая 1991 года принят конституционный закон «Об основах экономической независимости Азербайджанской Республики». В статье 14 данного закона («Банковская система и денежное обращение») был определён статус Национального банка. Национальный банк Азербайджана был объявлен органом, проводящим государственную политику в области денежного обращения, кредитования, расчётов и валютного регулирования, а также регулятором банковской системы и высшим эмиссионным органом.
11 февраля 1992 года принят указ «О создании Национального банка Азербайджанской Республики» на основе азербайджанских филиалов Государственного банка СССР, Промстройбанка СССР и Агропромбанка СССР. День вступления в силу этого указа (12 февраля) отмечается как день создания банка.
7 августа 1992 года принят Закон АР «О Национальном банке Азербайджанской Республики». 1 декабря 1992 года Милли Меджлис Азербайджана принял решение об утверждении положения о Национальном банке Азербайджана.
15 августа 1992 года была введена в обращение национальная валюта Азербайджана — манат. С 1 января 1994 года манат был объявлен единственным законным платёжным средством в стране. С этого момента Центральный банк получил возможность вести независимую денежно-кредитную политику.
Согласно ст. 19 Конституции Азербайджана, принятой 12 ноября 1995 года Национальный банк был определён как орган, обладающий исключительным правом по выпуску в обращение и изъятию из обращения национальной валюты.
Вторая и третья редакции Закона Азербайджана «О Национальном банке Азербайджана» были приняты соответственно 14 июня 1996 года и 10 декабря 2004 года.
После референдума о поправках в Конституцию 18 марта 2009 года банк был переименован в «Центральный банк Азербайджанской Республики».
В соответствии с принятыми 4 марта 2016 года изменениями в закон Азербайджана «О Центральном банке Азербайджанской Республики» полномочия Центрального банка по лицензированию, регулированию и контролю за банковской деятельностью были переданы Палате по надзору за финансовыми рынками, созданной 3 февраля 2016 года. Центральный банк был уполномочен осуществлять денежно-кредитную политику, содействие макроэкономической и финансовой стабильности, регулирование и обеспечение развития платёжных систем, а также организации денежного обращения.
28 ноября 2019 года Палата по надзору за финансовыми рынками была упразднена. Полномочия по надзору за финансовыми рынками, в том числе в области лицензирования, регулирования и надзора на рынке финансовых услуг были возвращены Центральному банку Азербайджана.
С 1 мая 2023 года банк на официальном сайте стал публиковать ежедневно индексы AZIR (Azerbaijan Interbank rate), являющиеся эталонной процентной ставкой на межбанковском рынке необеспеченных денег.
В ноябре 2024 года Центральный банк стал членом Тюркского совета по зелёному финансированию, созданного в составе Организации тюркских государств.
Здание, в котором расположен Центральный банк (Баку, ул. Р. Бейбутова, 90), построено в 1998 году.

## Цели и функции
Основной целью деятельности Центрального банка является обеспечение ценовой стабильности, а также
содействие стабильности банковской системы.
Для достижения своих целей Центральный банк:
- определяет и проводит денежную и валютную политику страны
- организует денежное обращение
- определяет официальный курс маната
- осуществляет валютное регулирование и контроль
- лицензирует и регулирует банковскую и страховую деятельность, осуществляет надзор за банковской и страховой деятельностью
- регулирует рынок ценных бумаг
- управляет золото-валютными резервами
- составляет платёжный баланс страны
- Составляет обзор статистики государственного и негосударственного внешнего долга страны и международного инвестиционного баланса;
- организует и регулирует деятельность платёжных систем
- ведёт статистику внешнего долга и международных инвестиций

## Организационная структура
В организационную структуру Центрального банка входят:
- Правление
- Центральный аппарат
- Территориальные управления

Правление банка осуществляет управление Центральным Банком.
Председатель Центрального банка — Талех Кязымов, первый заместитель председателя — Рашад Оруджов, заместитель председателя — Алияр Мамедьяров.
Центральный аппарат состоит из подразделения внутреннего аудита и других структурных единиц, определённых Правлением банка.
В составе Банка действует комитет денежной политики и финансовой стабильности. Комитет занимается выработкой и осуществлением денежной и курсовой политики, регулированием и координацией деятельности структурных подразделений банка, осуществляющих регулирование и контроль за финансовым рынком.

### Департаменты
На август 2024 года в структуру Центрального банка входят:
- Департамент регулирования рыночного обращения
- Департамент казначейства
- Департамент по работе с потребителями
- Департамент формирования политики и регулирования в области рынка капитала
- Департамент по надзору за рынком капитала
- Департамент формирования политики и регулирования деятельности кредитных организаций
- Департамент по надзору за деятельностью кредитных организаций
- Департамент операций на финансовом рынке
- Департамент правового обеспечения финансовых рынков
- Департамент финансового управления
- Департамент финансового мониторинга
- Департамент формирования политики и регулирования финансового мониторинга
- Департамент финансовой стабильности
- Департамент устойчивого развития финансового сектора
- Департамент финансовых технологий и инноваций
- Департамент наличных денежных средств
- Департамент формирования политики и надзора платёжных услуг и платёжных систем
- Департамент платёжных систем и расчётов
- Департамент денежной политики
- Департамент резолюций
- Департамент цифрового инжинииринга
- Департамент управления рисками
- Департамент закупок
- Департамент по надзору за страховой деятельностью
- Департамент регулирования страховой деятельности
- Департамент статистики
- Департамент стратегий и управления проектами
- Департамент исследований
- Департамент управления валютными резервами
- Департамент данных
- Департамент информации и кибербезопасности
- Департамент IT-операций
- Департамент внутреннего аудита
- Департамент человеческих ресурсов
- Департамент по административным делам
- Юридический департамент

### Отделы
- Отдел IT управления и архитектуры[22]

### Территориальные управления
- Управление Нахичеванской Автономной Республики
- Евлахский центр резервов
- Билясуварский региональный центр
- Гянджинский региональный центр
- Губинский региональный центр
- Сумгаитское городское управление

## Председатели
- Галиб Агаев (11 февраля 1992 — 22 апреля 1994)[24][25]
- Эльман Рустамов (январь 1995 — 12 апреля 2022)[26]
- Талех Кязымов (с 13 апреля 2022)[27]

## Показатели

### Золотовалютные резервы
2023
| Дата            | Размер (млн долл) |
| --------------- | ----------------- |
| 31 января 2023  | 9 061,4           |
| 28 февраля 2023 | 9 043,8           |
| 31 марта 2023   | 9 133             |
| 28 апреля 2023  | 9 189,2           |
| 31 мая 2023     | 9 175,7           |

2024
| Дата             | Размер (млн долл) |
| ---------------- | ----------------- |
| 31 января 2024   | 11 637            |
| 29 февраля 2024  | 11 650,3          |
| 29 марта 2024    | 11 654,4          |
| 30 апреля 2024   | 11 660,8          |
| 31 мая 2024      | 11 713,7          |
| 28 июня 2024     | 11 737,6          |
| 31 июля 2024     | 11 765,7          |
| 30 августа 2024  | 11 783,5          |
| 30 сентября 2024 | 11 795,8          |
| 31 октября 2024  | 11 371,7          |
| 29 ноября 2024   | 10 967,8          |
| 29 декабря 2024  | 10 959,5          |

2025
| Дата            | Размер (млн долл) |
| --------------- | ----------------- |
| 31 января 2025  | 10 988,5          |
| 28 февраля 2025 | 10 991,8          |
| 31 марта 2025   | 11 026,5          |
| 30 апреля 2025  | 11 062,5          |

### Учётная ставка
| Дата            | Размер (%) |
| --------------- | ---------- |
| 2 февраля 2023  | 8.5        |
| 30 марта 2023   | 8.75       |
| 4 мая 2023      | 9          |
| 2 ноября 2023   | 8,5 %      |
| 21 декабря 2023 | 8 %        |
| 1 февраля 2024  | 7,75 %     |
| 29 марта 2024   | 7,5 %      |
| 2 мая 2024      | 7.25 %     |

### Денежная база
| Дата            | Размер (млн долл) |
| --------------- | ----------------- |
| 31 мая 2023     | 17 350,5          |
| 30 декабря 2022 | 17 460,3          |
| 30 декабря 2021 | 17 937,6          |
| 30 декабря 2020 | 13 564,2          |
| 30 декабря 2019 | 12 152,5          |
| 29 декабря 2018 | 9 545,7           |
| 29 декабря 2017 | 8 543,2           |
| 30 декабря 2016 | 7 860,5           |
| 30 декабря 2015 | 6 901,8           |

| Дата            | Размер (млн долл) |
| --------------- | ----------------- |
| 31 декабря 2014 | 11 541,9          |
| 30 декабря 2013 | 11 641,9          |
| 31 декабря 2012 | 10 515            |
| 30 декабря 2011 | 8 275,4           |
| 30 декабря 2010 | 6 397,1           |
| 29 декабря 2009 | 4 861             |
| 30 декабря 2008 | 4 781,3           |
| 30 ноября 2007  | 2 612,5           |

### Валютные аукционы
В 2023 году на валютных аукционах Центрального банка приобретено 3 млрд 836 млн долл. США.